# Cazin.net
Cazin.net ist eine unabhängige bosnische Nachrichtenmedienorganisation. Sie wurde im August 2003 von einer kleinen Gruppe junger Studenten aus Cazin gegründet. Als Multiplattform behandelt Cazin.net aktuelle Themen aus Politik, Kultur in Cazin und Bosnien und Herzegowina aus einer liberalen Perspektive. Cazin.net bietet tägliche Berichterstattung und Analysen regionaler Nachrichten, Politik, Bildung, Gesundheit und Kultur. 

## Inhalt
Cazinnet kauft und lizenziert zusätzlich Inhalte von anderen regionalen Medien- und Fotoagenturen. Es werden täglich über hundert Artikel veröffentlicht.

## Statistiken
Cazin.net war nach der Statistik von alexa.com im Januar 2018 die siebtbeliebteste Website in Bosnien und Herzegowina. Auf Facebook hat Cazin.net über 230.000 Fans und ist eine der aktivsten Facebook-Seiten in Bosnien und Herzegowina.